# Сюзанн Ленглен
Сюзанн Рашель Флор Ланглен (фр. Suzanne Lenglen, фр. вимова: [sy.zan lɑ̃.glɛn], 24 травня 1899 — 4 липня 1938) — французька тенісистка 1910-х 1920-х років, олімпійська чемпіонка, дворазова чемпіонка Франції, шестиразова чемпіонка Вімблдону в одиночному розряді, багаторазова — в парному та міксті.
Сюзанн Ланглен домінувала в жіночому тенісі між 1914 та 1926 роками (в 1926-му вона перейшла в професіонали). Вона була яскравою, законодавицею спортивної моди, першою тенісною знаменитістю серед жінок, першою міжнародною спортсменкою зоряної слави. Французька преса називала її La Divine (Богиня). Її 181 перемога поспіль та співвідношення виграшів-поразок 341-7 в пізнішу епоху неможливо навіть уявити. Багато хто вважає Ланглен найвизначнішою тенісисткою усіх часів та народів.

## Ранні роки
Сюзанн народилася в Парижі донькою Шарля та Анаїс Ланглен. У дитинстві вона страждала від численних хвороб, зокрема хронічної астми, яка мучила її й у зрілому віці. З огляду на хворобливість доньки Шарль Лаглен, власник каретної компанії, вирішив, що їй не завадило б набратися сил, граючи в теніс. Вона спробувала гру вперше в 1910 році в маєтку батьків у Маре-сюр-Ма. Гра дівчинці сподобалася, й батько вирішив тренувати її. За переказами одним із методів тренувань була вправа, коли він клав на корт у якомусь місці носовичок, і донька повинна була в нього влучати.
Через чотири роки після перших спроб Ланглен зіграла в фіналі чемпіонату Франції 1914 року (на чемпіонат Франції тоді допускалися тільки гравці французьких клубів, іноземців стали допускати лише з 1925 року). Їй тоді було тільки 14. Ланглен програла 5–7, 6–4, 6–3 чинній чемпіонці Маргеріт Брокдіс. Того ж року вона виграла Чемпіонат світу на твердих кортах, що проходив у Сен-Клу. Під час турніру їй виповнилося 15, що робить її наймолодшою чемпіонкою мейджору в історії. Чемпіонат світу на твердих кортах був французьким турніром, на який допускалися чужоземці, тому його часто вважають важливішим для статистики, ніж чемпіонат Франції.
З початком Першої Світової війни більшість національних та міжнародних тенісних змагань у Європі припинилися, і в кар'єрі Ланглен настала п'ятирічна пауза аж до Вімблдонського турніру 1919 року.

## Домінування
Французькі турніри не відновилися до 1920-го, але Вімблдонський турнір було проведено вже в 1919-му, і на ньому дебютувала Ланглен. Вона вперше грала на траві, й у фіналі зустрілася з семиразовою чемпіонкою Доротеєю Дуглас Чамберз. Матч був епохальним, він зібрав 8 тисяч глядачів, серед яких були король Георг V та королева Мері. Перші два сети тенісистки поділили, у вирішальному Ланглен спочатку вийшла вперед 4-1, але Чамберз повернула хід гри, й мала два матчболи за рахунку 6-5 (40-15). Ланглен відіграла перший матчпойнт, коли м'яч, повернутий супротивницею, відскочив від рамки її ракетки й перевалився через сітку. На другому матчпойнті укорочена підрізка Чамберз влучила в сітку. Зрештою Ланглен виграла 10–8, 4–6, 9–7.
Ланглен привертала увагу не тільки успішною грою. Англійські мас-медіа були шоковані її сукнею, що не закривала рук й сягала лише до литок, тоді як інші тенісистки одягалися так, щоб закрити майже все тіло. Крім того, на подив англійців Ланглен дозволяла собі ласувати спиртним між сетами.
На Олімпіаді 1920 року в Антверпені Ланглен домінувала в одиночному розряді. На шляху до золотої медалі вона програла лише 4 гейми, три з них у фіналі проти британки Дороті Голман. Вона виграла також мікст із Максом Декюжі. У жіночому парному розряді Ланглен грала з Елізабет д'Аєн і поступилася в півфіналі, а потім отримала бронзову медаль без гри, бо супротивниці знялися.
Між 1919 та 1925 Ланглен вигравала Вімблдон в одиночному розряді кожного року, крім 1924, коли жовтяниця змусила її відмовитися від боротьби після перемоги в чвертьфіналі. Наступною французкою, якій підкорився Вімблдон, стала лише у 2006 році Амелі Моресмо.
Між 1920 та 1926 Ланглен шість разів вигравала чемпіонат Франції в одиночному розряді й п'ять — у парному. Крім того з 1921 по 1923 вона три рази перемагала в чемпіонатах світу на твердих кортах. Вона також знялася у навчальному фільмі Теніс і як у ного грати, який показували в кіножурналах у 1922 році.
За свою кар'єру Сюзанн Ланглен програла тільки 7 ігор:
- 1912 року
- у березні 1913 (Ніцца, чвертьфінал): програла Дагмар фон Кром 1-6 3-6
- у липні 1913 (Шантійї): програла Жанні Матте 5-7 1-6
- у березні 1914 (Монте-Карло, 3 коло): програла Елізабет Раян 3-6 4-6
- у березні 1914 (Ніцца, півфінал): програла Доротеї Ламберт-Чамберз 3-6 3-6
- у травні 1914 (Париж, фінал): програла Маргеріт Брокдіс 7-5 4-6 3-6
- у серпні 1921 (Нью-Йорк, 2 коло): припинила гру, програючи Моллі Меллорі 2-6

## Невдалий дебют в Америці
Єдиної поразки в одиночному розряді (не рахуючи тих ігор, коли вона знялася перед матчем) упродовж цих років Ланглен зазнала в чемпіонаті США 1921 року. Ланглен поїхала за океан, щоб зібрати гроші для регіонів Франції, що постраждали у Першій Світовій війні. Було заплановано кілька показових ігор проти чемпіонки США Молли Б'юрстед Меллорі, норвежки за походженням.
Ланглен прибула в Нью-Йорк напередодні після штормової подорожі морем, упродовж якої вона почувала себе погано. У Нью-Йорку вона довідалася, що її, не спитавши згоди, записали в учасниці чемпіонату США. Відчуваючи тиск публіки, вона згодилася попри те, що її мучив кашель. Пізніше його діагностували як коклюш. Їй пішли на поступки й дали день на відновлення. На її подив у турнірі не було посіву, і їй випало грати з провідною американською тенісисткою Елеанор Госс. Госс одразу ж знялася, а в другому колі Ланглен повинна була грати з Меллорі.
Ланглен програла перший сет з рахунком 2-6. Тільки-но розпочався другий сет, вона зайшлася кашлем, розплакалася й припинила гру. Глядачі її освистали, а преса розкритикувала. Критика стала ще більшою, коли за порадою лікаря, який підтвердив коклюш, вона скасувала показову гру. Ланглен до такого ставлення не звикла й поїхала додому.
Вилікувавшись, вона підготувалася до реваншу. Наступного року у фіналі одиночного розряду Вімблдону вона розтрощила Меллорі за 26 хвилин, 6-2, 6-0, що вважається рекордно швидкою перемогою у мейджорах. Вони зустрілися знову на турнірі в Ніцці, де Ланглен не віддала Меллорі навіть однієї гри. Мері К. Браун розповідала, що питала у Ланглен, як про фінальне рукостискання після гри, і Ланглен сказала їй, що вона кілька разів кашлянула.

## Останній рік у любителях

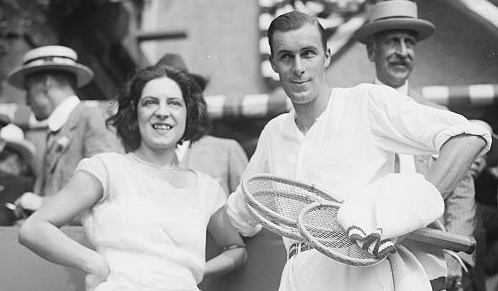
Ланглен із Біллом Тілденом

В останній рік перед переходом у професіонали Ланглен зіграла матч, який багато-хто розцінює як найбільш пам'ятний. У лютому 1926 на турнірі клубу Карлтон у Каннах вона провела єдину свою зустріч із Гелен Віллз. 20-літня американка вже двічі вигравала чемпіонат США й була на шляху до домінування в жіночому тенісі, аналогічного домінуванню Ланглен після 1919.
Інтерес публіки до гри зашкалював, квитки продавалися з рук за завищеними цінами. Люди дивилися з дахів та вікон сусідніх будинків. Ланглен виграла 6–3, 8–6, будучи кілька разів на межі розвалу. За свідченнями авторитетних джерел, зокрема книги Ларрі Енгелманна Богиня та американська дівчина: історія Сюзанн Ланглен та Гелен Віллз, батько забороняв Ланглен грати з Віллз, і через цю сварку вона не спала всю ніч, а напередодні гри була дуже знервованою.
Дещо пізніше того ж року Ланглен була на шляху до сьомого вімблдонського титулу, однак мимоволі в одному з попередніх матчів змусила королеву Мері чекати в королівській ложі. Ланглен сказали, що гра розпочнеться пізніше. Довідавшись про такий конфуз, який в аристократичній Англії розцінювався як образа королеви, Ланглен знялася з турніру.

## Професійна кар'єра
Ланглен була першою тенісисткою зоряної величини, що перейшла в професіонали. Американський підприємець Чарлз Пайл заплатив їй 50 тис. доларів за турне Сполученими Штатами з показовими матчами проти Мері Браун. Браун вигравала чемпіонати США 1912 та 1914 років. Їй було вже 35, вважалося, що її пік минув, хоча вона добралася до півфіналу чемпіонату Франції, де програла Ланглен 1-6, 0-6.
Уперше в історії тенісу жіноча гра була родзинкою турне (в якому брали участь і чоловіки). У першому матчі в Нью-Йорку Ланглен показала таку гру, що Аллісон Данзіг із New York Times розхвалила її «як показ генеральства на корті найвищого ґатунку з тих, які ця країна коли-небудь бачила». Коли турне завершилося в лютому 1927-го, Ланглен виграла у Браун 38 разів і не програла жодного матчу. Довге турне виснажило її, і лікар порекомендував їй тривалий відпочинок від тенісу.
Натомість Ланглен вирішила піти зі змагального тенісу й відкрити тенісну школу в Парижі, спорядити яку допоміг їй, зокрема грошима, її коханець Жан Тійє. Школа, розташована поряд зі Стад-Ролан-Гаррос, поступово виросла й в 1936-му була визнана центром підготовки тенісистів Французької федерації тенісу. Упродовж цих років Ланглен написала кілька книг, присвячених тенісу.
Ланглен сильно критикували за рішення перейти в професіонали, а Всеанглійський клуб у Вімблдоні навіть позбавив її почесного членства. Сама Ланглен описувала своє рішення як «утечу від рабства». У програмці турне вона писала: «Дванадцять років я була чемпіонкою і заробила для тенісу мільйони, а ще й платила тисячі франків вхідних внесків, щоб мені було дозволено це зробити… За свою кар'єру я натрудилася так, як будь-яка людина, чоловік чи жінка, трудяться на будь-якій роботі. І я не заробила й 5 тисяч доларів, і жодного цента завдяки своїй спеціальності, науці
мого життя — тенісу… Мені двадцять сім, і я не багата — чи не час мені розпочати іншу кар'єру, покинувши ту, в якій люди називають мене генієм?
Чи усміхнутися перспективі реальної бідності й продовжувати заробляти статки — для кого?» Про любительську систему в тенісі Ланглен говорила: «За цими абсурдними, антикварними любительськими правилами можуть змагатися тільки заможні люди, і фактично змагаються тільки заможні люди. Чи це справедливо? Чи це служить розвиткові спорту? Чи сприяє це популярності тенісу — чи навпаки, велике число тенісних талантів спить у тілах юнаків та дівчат, імена яких не належать до соціального реєстру?»

## Смерть
У червні 1938 року у Ленглен виявили лейкемію, а тільки через три тижні, вона осліпла. На початку липня 1938-го французька преса оголосила, що Ланглен зненацька стала дуже втомлюватися. Ще через кілька днів, 4 липня, вона померла від злоякісної анемії. Її поховали на цвинтарі Сент-Уан неподалік від Парижа.

## Вшанування пам'яті

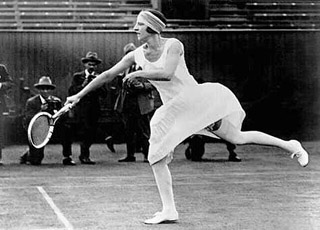
Попри дещо епатажний вигляд на корті Сюзанн Ланглен відома як граціозна тенісистка.

До Ланглен жіночі ігри не викликали особливого інтересу в глядачів, але ситуація змінилася, коли вона стала родзинокою спорту. Любителі тенісу утворювали довгі черги за квитками на її матчі. Темпераметна і жвава, воно віддавалася тенісу усією душею, що могло призвести до потоку сліз. Але попри епатажність вона була обдарованим гравцем, надзвичайно рухлива, швидка, зі смертельно точними ударами, що дозволило їй панувати в тенісі впродовж семи років. Чудова гра Ланглен та гламурність на корті збільшили глядацький інтерес до жіночого тенісу й до жіночого спорту загалом.
1997 року другий корт стадіону Ролан-Гаррос було перейменовано в корт Сюзанн Ланглен. Крім того, кубок, що вручається переможниці одиночного жіночого розряду на Відкритому чемпіонаті Франції називається Coupe Suzanne Lenglen. 2001 року Тенісна федерація Франції організувала перший кубок Сюзанн Ланглен для жінок віком понад 35 років. Перший такий турнір було проведено в Франції, а надалі він став щорічним із місцем проведення в іншій країні кожного року.
Ланглен обрали до Міжнародної зали тенісної слави у 1978. Багато-хто вважає її однією з найкращих тенісисток в історії.

## Виноски
1. ↑  За правилами французького правопису прізвище тенісистки повинно було б читатися Ланглан, однак фактично французи вимовляють його Ланглен. В українській мові здебільшого використовується проста транслітерація Ленглен
2. ↑  Clerici, Gianni (1984). Suzanne Lenglen – La Diva du Tennis. с. 253.
3. ↑  Little, Alan (1988). Suzanne Lenglen: Tennis idol of the twenties.
4. ↑  Interview with Suzanne Lenglen in the magazine Femina on July 1, 1914 (p. 382)
5. ↑  Suzanne Lenglen's Olympic profile [Архівовано 5 березня 2016 у Wayback Machine.] at sports-reference.com
6. ↑  Short biography. Архів оригіналу за 25 січня 2013. Процитовано 6 березня 2007. [Архівовано 2013-01-25 у Archive.is]
7. ↑  Ця поразка була єдиною в повній грі до кінця кар'єри. Інша поразка — припинення гри проти Молли Меллорі після програного першого сету.
8. ↑  More woa.tv :: Trailblazers in Trousers.
9. ↑  The First Tennis Celebrity at Olympic.org. Процитовано 6 березня 2007.
10. ↑  Billie Jean King with Cynthia Starr (1988). We Have Come a Long Way: The Story of Women's Tennis. New York: McGraw-Hill. с. 40–41. ISBN 0-07-034625-9.
11. ↑  Le Journal. Gallica.
12. ↑  CNN: Suzanne Lenglen – The first diva of tennis. Процитовано 16 серпня 2015.
13. ↑  Beauty icon. Процитовано 6 березня 2007.